# William Frederick Denning
Pour les articles homonymes, voir Denning.
William Frederick Denning, né le 25 novembre 1848 à Radstock en Angleterre et mort le 9 juin 1931 à Bristol en Angleterre, est un astronome amateur britannique.

## Biographie
Denning nait à Redpost, un petit village du Somerset. Peu de détails sur son enfance sont connus, il a un frère et deux sœurs, ses parents déménagent à Bristol en 1856.
Sa vie privée adulte est elle aussi mal connue, ses papiers semblent avoir été détruits par ses proches après sa mort et, vivant reclus, peu de témoignages directs ont été disponibles. Il entretient des correspondances fournies, en particulier avec Alexander Stewart Herschel, dont seule une moitié a été conservée. On ne sait pas avec certitude quelles ont été ses moyens de subsistance pendant une bonne partie de sa vie, il est dit être juriste à Bristol dans plusieurs de ses biographies mais aucun enregistrement n'a été découvert confirmant cela. À partir de 1906 il reçoit une pension de 150 livres par an.
Après une première tentative infructueuse pour devenir membre de la Royal Astronomical Society (RAS) en 1872, il y est accepté en 1878. La RAS lui décerne sa médaille d'or en 1898 principalement pour ses observations de météores et sa théorie du radiant fixe. L'Académie des sciences lui décerne le prix Benjamin Valz en 1893.
Denning est populaire et, sans être une célébrité, il est connu du grand public. Plusieurs articles dans la presse lui sont dédiés lors de certaines de ses découvertes. H. G. Wells utilise son nom dans La Guerre des mondes : « Puis vint la nuit où tomba le premier météore. [...] Denning, notre plus grande autorité sur les météorites, établit que la hauteur de sa première apparition était de cent quarante à cent soixante kilomètres. », au début du chapitre II.
Il meurt dans la pauvreté en 1931 à Bristol. Deux cratères d'impact portent son nom, le cratère Denning (en) sur la Lune et un autre sur Mars.

## L'observateur
Les premières observations de Denning commencent en 1865 et se poursuivent pendant plus de soixante ans, bien que vers la fin de sa carrière des problèmes de santé le poussent à se tourner vers la réduction de ses données et à l'observation à l'œil nu. Il est très productif en termes d'observations et de nombre d'articles, il publie près de 1 200 articles dans les revues astronomiques les plus importantes de l'époque. Il débute avec une lunette de 11,5 cm puis à partir de 1871 il utilise une lunette de 28 cm. Ses observations se divisent en trois parties principales, recherche de comètes, observation des planètes et observation de météores. À côté de ces trois groupes il effectue aussi des observations variés : observations des taches solaires, recherche de l'hypothétique planète Vulcain, il découvre une nova dans la constellation du Cygne en 1920 (V476 Cyg) etc.
Denning découvre quatre comètes, dont deux comètes périodiques plus une découverte indépendamment avec l'astronome américain E. E. Barnard. À la même époque en Grande-Bretagne, seul John Russell Hind approche ce score avec 3 comètes découvertes.
Ses observations de planètes sont variées. Il étudie Mercure et Vénus, dessine quelques caractéristiques visibles mais n'essaie pas d'en tirer de conclusion sur leur vitesse de rotation. Pendant son travail sur Mars, à l'époque de la controverse sur l'existence des canaux martiens que Giovanni Schiaparelli croit avoir découvert en 1877, il arrive à la conclusion, partagée par de plus en plus d'astronomes au moment où il publie, que ce sont des caractéristiques naturelles. Son principal travail sur les planètes concerne Jupiter. Il étudie la Grande Tache rouge, dont il montre, en accord avec d'autres astronomes, que le retour de cette tache au méridien varie au cours des ans[pas clair].
Les météores sont sa spécialité : plus de 70 % des articles qu'il écrit les concernent.

### Découvertes

#### Comètes
Denning a découvert 5 comètes : 2 comètes de la famille de Jupiter (72P/Denning-Fujikawa et 489P/Denning) et 3 comètes quasi-paraboliques (C/1890 O2 (Denning), C/1891 F1 (Barnard-Denning) et C/1892 F1 (Denning)).
Il a découvert la comète 72P/Denning-Fujikawa le 4 octobre 1881. Cette comète ne fut pas observée lors de ses dix retours suivants et ne fut retrouvée qu'en octobre 1978 par l'astronome japonais Shigehisa Fujikawa.
Il a découvert la comète périodique 489P/Denning le 26 mars 1894. Cette comète ne fut pas observée lors de ses treize retours suivants et ne fut retrouvée qu'en 2007 en tant que l'astéroïde 2007 HE4. Les deux corps ne furent finalement identifiés comme un seul et même objet qu'en 2024.

#### Galaxies
Denning a découvert plusieurs galaxies : IC 342, IC 455, IC 469, IC 499 et IC 512.

### La théorie des radiants fixes
En 1877 il montre que le radiant de l'essaim de météorites des Perséides se déplace au cours des jours par rapport aux étoiles fixes.
L'année suivante, Denning publie un article dans lequel il énonce que, d'après ses observations, les météorites semblent provenir d'un nombre limité de points fixes par rapport aux étoiles, et que les essaims ont une durée se comptant en mois plutôt qu'en jours.
Cette théorie, dite du radiant fixe, se heurte d'abord au scepticisme des théoriciens. Elle invalide la relation entre les comètes et les essaims de météorites décrite par Giovanni Schiaparelli en 1866, Denning lui-même reste très prudent dans l'énoncé de sa théorie dans son premier article. Il publie plusieurs autres articles confirmant ses observations et fait remarquer que si des observations répétées contredisent la théorie, c'est évidemment la théorie qui doit s'incliner. De nouveaux modèles sont donc élaborés par Alexander Stewart Herschel, H. H. Turner, etc. Dans les années 1890 les observations de Denning sont largement acceptées dans la communauté des astronomes bien qu'aucun des modèles théoriques proposés ne soit pleinement satisfaisant.
Quelques doutes sur cette théorie sont émis au début du XIXe siècle mais la controverse ne débute réellement qu'en 1912 lorsque Charles Pollard Olivier publie Parabolic Orbits and other Results from over 6,200 Meteors. Parmi ses conclusions, on trouve « Les radiants fixes apparaissent rares, si même ils existent. ». Denning prend mal la chose et ses propos deviennent rapidement acerbes. La théorie des radiants fixes reçoit de moins en moins de support de la part des astronomes. Denning continue de la soutenir mais sa position devient de plus en plus dogmatique et bien que son honnêteté ne soit pas mise en doute, ses capacités à faire des observations précises le sont. Olivier écrit un livre, Meteors en 1925, deux chapitres sont consacrés au radiant fixe, il y montre que tant du point théorique qu'observationnel la théorie du radiant fixe n'a pas de base. Excepté pour Denning le débat est clos.
En 1991 Martin Beech publie The Stationary Radiant Debate Revisited. Beech y détaille la théorie et la controverse du radiant fixe, il clarifie l'origine de l'erreur de Denning, ses observations étaient correctes mais sa méthode de réduction des données ne pouvait que conduire à la création de radiant fixe artificiel. Cette idée que le problème venait de la réduction des données était déjà implicite dans les travaux d'Olivier mais était passé inaperçue à l'époque.

## Honneur
L'astéroïde (71885) Denning porte son nom.

## Sources
- (en) Biographie, WGN, International Meteor Organization, Martin Beech, 1998
- (en) Monthly Notices of the Royal Astronomical Society, Vol. 58, p. 242, Médaille d'or, 1898
- (en) Monthly Notices of the Royal Astronomical Society, Vol. 92, p. 248, notice nécrologique
- (en) The Observatory, Vol. 54, p. 276-283 (1931), notice nécrologie.
- (fr) W. F. Denning. Sa Vie - Son Œuvre, Annals of the Private Observatory of Lucien Libert, vol. 4, p. 8-11